# بالانویلیه
بالانویلیه (به فرانسوی: Ballainvilliers) یک کمون (فرانسه) در فرانسه است که در Seine-et-Oise واقع شده‌است. بالانویلیه ۴٫۰۱ کیلومتر مربع مساحت دارد.